# Sender Bremerhaven-Bürgerpark
Der Sender Bremerhaven-Bürgerpark war eine Sendeanlage von Radio Bremen im Bürgerpark von Bremerhaven. Er wurde zu Beginn der 1950er Jahre als Mittelwellensender in Betrieb genommen und besaß einen gegen Erde isolierten Mast, der später auch Antennen für Fernseh- und UKW-Sendebetrieb erhielt. Der Mittelwellensendebetrieb wurde in den 1990er Jahren eingestellt und 2001 der Sendebetrieb zum Fernmeldeturm Schiffdorf verlegt. Anschließend wurde der Mast segmentweise demontiert.